# Thasus gigas
La chinche gigante del mezquite, gusano del mezquite, chinche colorada, cocopaches, chacas, ya xä'u (idioma otomí), tantarrias, chagüis, xamues, xagües o xamuis (Thasus gigas) es una especie de insecto chinche de la familia Coreidae. Se distribuye en matorrales de huizaches y mezquites en zonas áridas y calientes. Se alimenta de leguminosas. Se aprovecha como insecto comestible en el centro de México.

## Descripción
Esta chinche es colorida y de gran tamaño (6 cm de largo). A diferencia de la mayoría de los miembros de su familia (Coreidae), los adultos de la chinche gigante del mezquite son coloridos con tintes negros, anaranjados y rojizos. Esta coloración es considerada aposemática, es decir, funciona como advertencia a los depredadores.

## Reproducción
Esta chinche es una especie abundante y gregaria. La hembra deposita grupos de alrededor de cuarenta y cinco huevos alineados en lugares protegidos sobre la corteza y ramas del mezquite (Prosopis sp.). Los huevos tienen forma de barril de 3 mm de largo y 1,6 mm de diámetro de color pardo oscuro. 
Al igual que otras chinches, la chinche del mezquite tiene una metamorfosis incompleta (hemimetabolismo), es decir, no pasa por las etapas de oruga (larva) y crisálida (pupa). Las etapas tempranas, llamadas “ninfas”, tienen forma similar a los adultos, pero sin alas y con coloración distinta. Antes de llegar a adulto, el insecto pasa por cinco estadios de color pardo oscuro y crece de 4 a 40 mm.
Los adultos aparecen entre mayo y septiembre pero son más abundantes entre junio y agosto. Depositan sus huevos a finales de agosto en los mezquites y otras leguminosas. Las ninfas nacen en octubre y se mantienen agregadas hasta enero y febrero cuando ya se han convertido en ninfas de segundo y tercer estadio. Entre octubre y enero, los mezquites pierden sus hojas. El cuarto estadio aparece de marzo a mayo y el quinto de mayo a julio. Los adultos son abundantes entre mayo y septiembre. 
Tanto adultos como los últimos estadios de las ninfas tienen colores aposemáticos y segregan sustancias que los protegen de los depredadores.

## Distribución de la especie
La chinche gigante tiene amplia distribución; se distribuye desde el sur de Arizona en Estados Unidos hasta Chiapas, México. 

## Hábitat
Vive particularmente en zonas áridas en matorrales de mezquite (Prosopis sp.) y huizache (Acacia sp.). En estos ecosistemas se alimenta de la savia, hojas tiernas y de las vainas verdes de varias especies de leguminosas como mezquites (Prosopis laevigata, P. juliflora, P. velutina) y huizaches (Vachellia farnesiana), y otras como palo verde (Parkinsonia aculeata), pata de vaca (Bauhinia variegata), palo santo (Platymiscium trifoliolatum), y plumerillos (Calliandra sp.). Cuando son abundantes los xamui pueden reducir la producción de semillas de los árboles de los que se alimentan.

## Usos
La chinche gigante de mezquite se consume en una variedad de platillos incluyendo salsas, particularmente por grupos de ascendencia otomí en Querétaro y en Hidalgo. En algunos lugares de Querétaro se consume frita con hierbas de olor o en salsa con chile bandeño, xoconostle, ajo y sal.
En cultura popular se cree que puede regular la diabetes, aunque no existe ninguna evidencia médica de tal función.
La chinche tiene un mecanismo de defensa químico. Cuando es molestada produce un líquido amarillento y un olor muy penetrante, por lo que para su preparación tiene que pasar por un proceso conocido como desflemación. 

## Galería de imágenes
|              |
| Macho adulto |

|               |
| Hembra adulta |

|              |
| Apareamiento |

|       |
| Ninfa |

|                         |
| T. gigas en un mezquite |

## Otras especies
Además de Thasus gigas, hay otras especies denominadas con los nombres comunes antes mencionados de esa especie:
- Thasus acutangulus (Stål, 1859)
- Thasus (Pachylis) hector[6][7] (Stål, 1862), también conocido como Pachylis nervosus (Dallas, 1852)[8]
- Thasus neocalifornicus (Brailovsky y Barrera, 1995)
- Pachylis serus (Berg, 1881), también conocido como Pachylis laticornis (Fabricius, 1798)[8][9]